# Leucania solita
Leucania solita är en fjärilsart som beskrevs av Walker 1856. Leucania solita ingår i släktet Leucania och familjen nattflyn. Inga underarter finns listade i Catalogue of Life.